# Félix Pita Rodríguez
Pour les articles homonymes, voir Pita et Rodríguez.
Félix Pita Rodríguez, né le 18 février 1909 à Bejucal, près de La Havane, et mort le 19 octobre 1990 à La Havane, est un écrivain cubain, à la fois poète, essayiste, dramaturge, journaliste, critique littéraire, traducteur et auteur pour la radio et la télévision.